# دياني كويل
دياني كويل (بالإنجليزية: Diane Coyle)‏ هي صحفية واقتصادية بريطانية، ولدت في 12 فبراير 1961 في بري ‏ في المملكة المتحدة.

## وصلات خارجية
- الموقع الرسمي